# Oberea mixta
Oberea mixta är en skalbaggsart som beskrevs av Bates 1873. Oberea mixta ingår i släktet Oberea och familjen långhorningar. Inga underarter finns listade i Catalogue of Life.